# Route nationale 25 (Argentine)
Pour les articles homonymes, voir Route nationale 25.

Tracé de la route nationale 25 argentine.

La route nationale 25 est une route argentine, qui traverse la Province de Chubut, d'est en ouest, reliant Tecka au niveau de la route nationale 40 (km 240) à Rawson au niveau d'un pont sur la Río Chubut. Elle a une longueur totale de 534 km.

## Notes et références

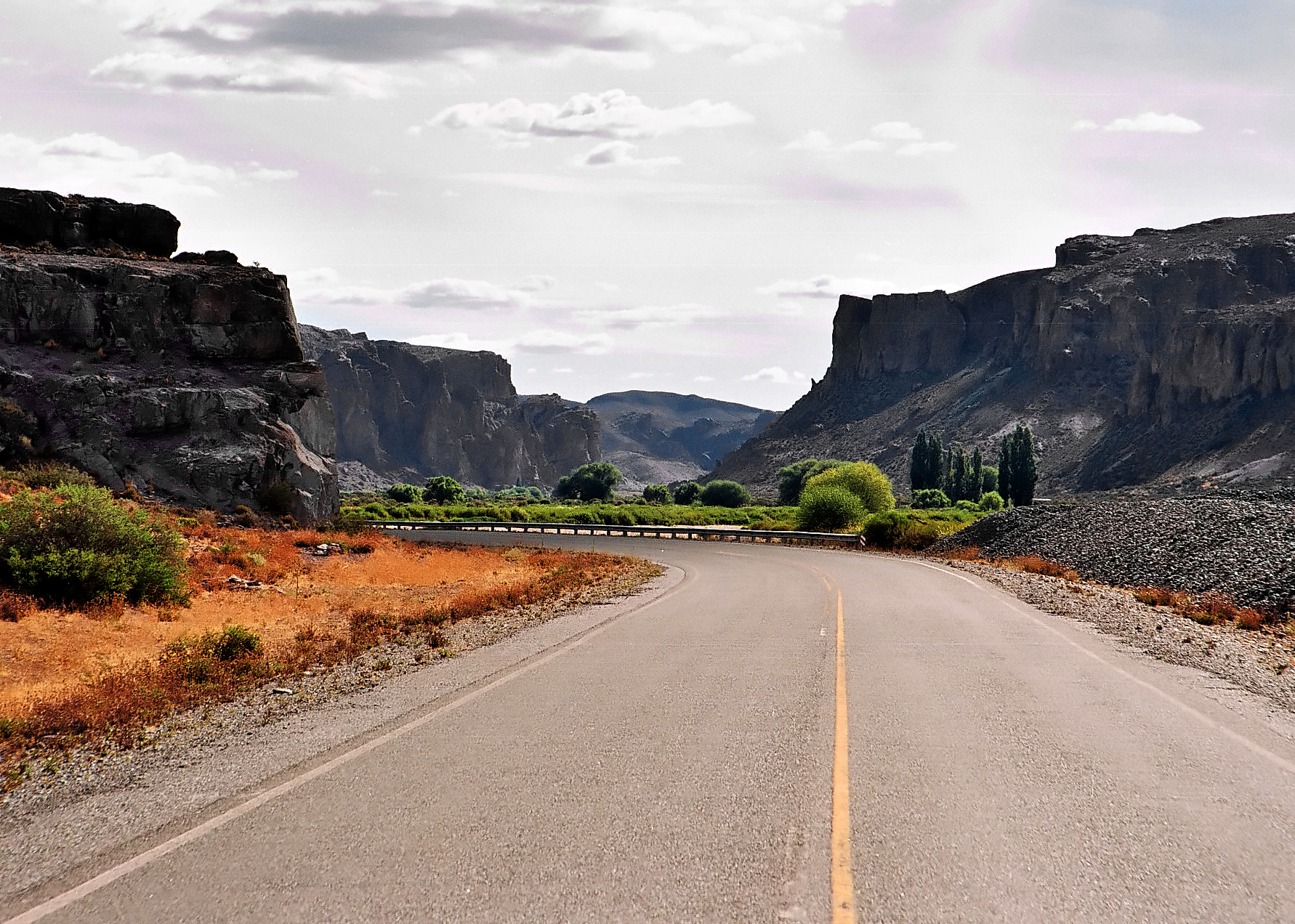
La route nationale 25 à Los Altares.

## Villes traversées
- Rawson (km 0-1)
- Trelew (km 17)
- Gaiman (km 38)
- Dolavon (km 56)
- Las Plumas (km 205)
- Los Altares (km 309)
- Paso de Indios (km 365)
- Tecka (km 534)